# La Chartreuse

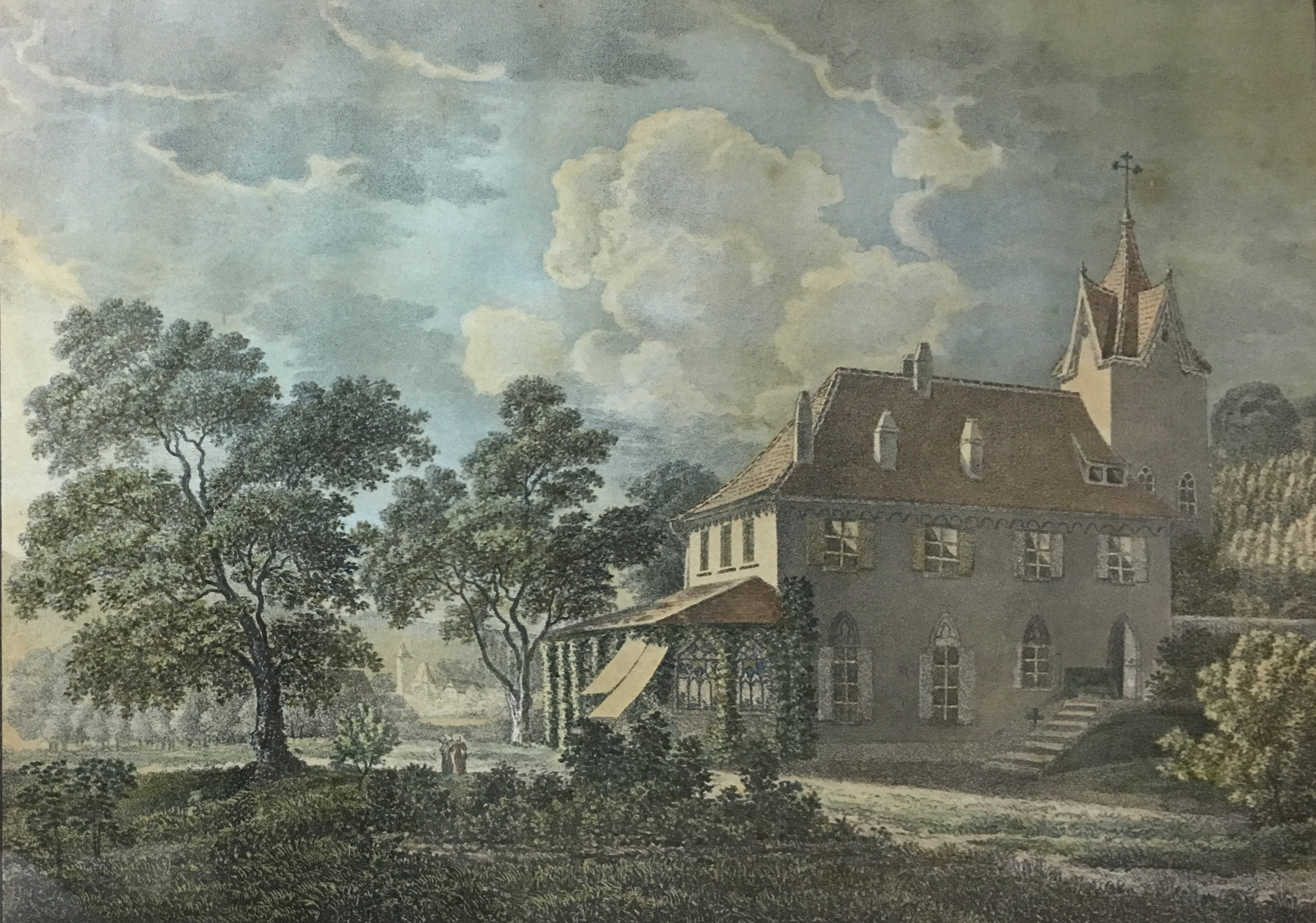
La Chartreuse, Lithographie von Ernst Philipp Sixtus (1826)

La Chartreuse (Bächigut) war ein Landsitz in der Gemeinde Hilterfingen im Kanton Bern.

## Geschichte
Das Bächigut in Hünibach erscheint 1326 erstmals in den Quellen als Eigentum des Geschlechts von Strättligen. Anna von Krauchthal geb. von Velschen vermachte das Bächigut 1459 testamentarisch der Kartause Thorberg. Niklaus Friedrich von Mülinen erwarb 1807 das Bächigut in Hilterfingen vom Staat Bern, um hier einen bestehenden Trüel (Trotte) 1821 in einen repräsentativen Landsitz umzubauen. Curt von Zedtwitz kaufte die Besitzung im Januar 1896. Der Bau wurde 1901 gesprengt.